# Rhytiphora uniformis
Rhytiphora uniformis là một loài bọ cánh cứng trong họ Cerambycidae.